# Aconitum uchiyamai
Aconitum uchiyamai är en ranunkelväxtart som beskrevs av Takenoshin Nakai. Aconitum uchiyamai ingår i släktet stormhattar, och familjen ranunkelväxter. Inga underarter finns listade i Catalogue of Life.

## Bildgalleri

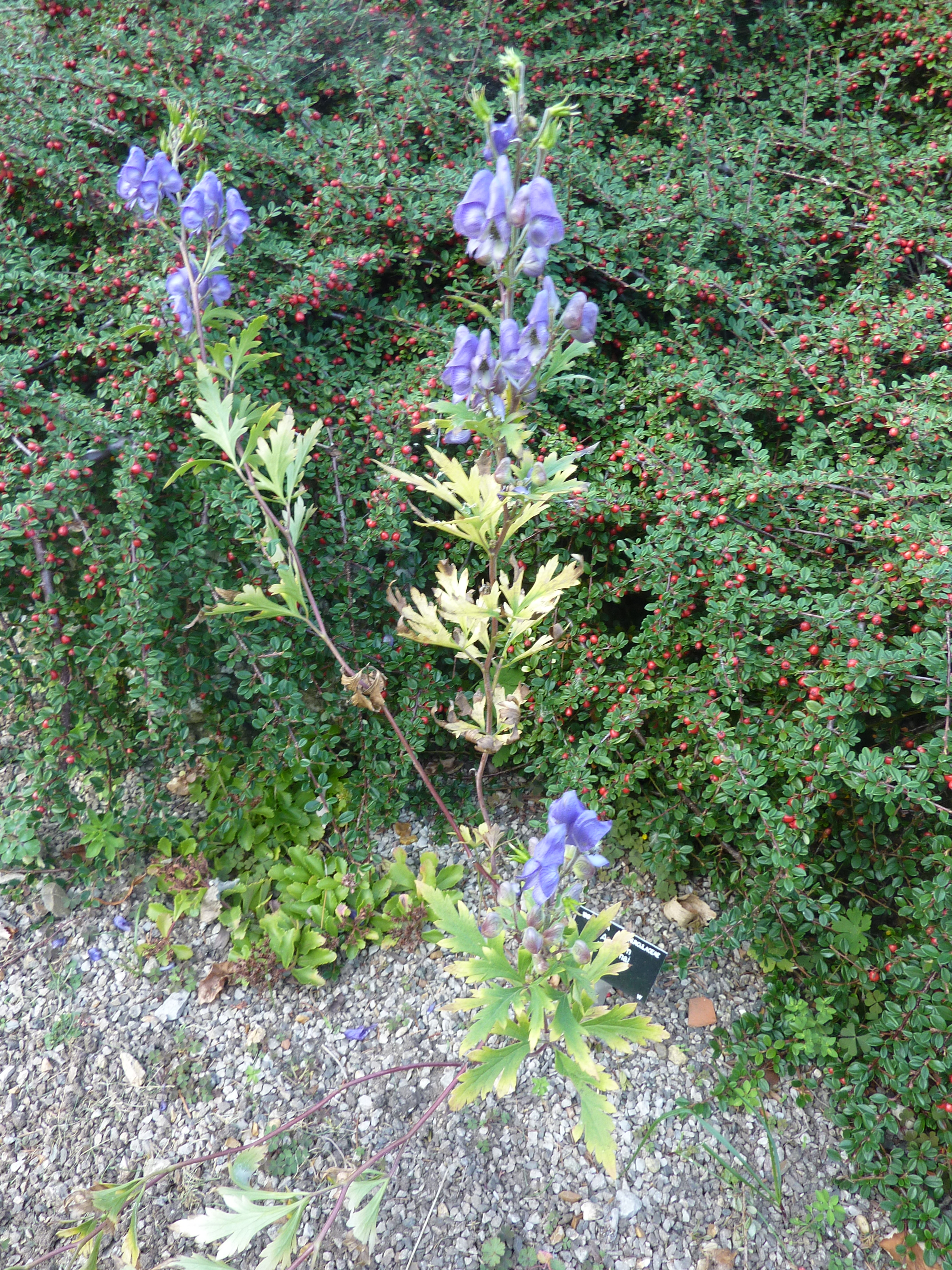